# G8 del 2003
Il 29º meeting del G8 si è svolto in Francia dal 1 al 3 giugno 2003 a Évian-les-Bains (Alvernia-Rodano-Alpi).

## Partecipanti
| I membri del G8 In grassetto lo stato ospitante | Rappresentato da  | Titolo                                       |
| ----------------------------------------------- | ----------------- | -------------------------------------------- |
| Italia                                          | Silvio Berlusconi | Presidente del Consiglio                     |
| Germania                                        | Gerhard Schröder  | Cancelliere federale                         |
| Francia                                         | Jacques Chirac    | Presidente                                   |
| Canada                                          | Jean Chrétien     | Primo Ministro                               |
| Giappone                                        | Junichirō Koizumi | Primo Ministro                               |
| Regno Unito                                     | Tony Blair        | Primo Ministro                               |
| Russia                                          | Vladimir Putin    | Presidente                                   |
| Stati Uniti d'America                           | George W. Bush    | Presidente                                   |
| Unione europea                                  | Romano Prodi      | Presidente della Commissione europea         |
| Unione europea                                  | Costas Simitis    | Presidente del Consiglio dell'Unione europea |

FranciaJacques Chirac Presidente della Repubblica Francese
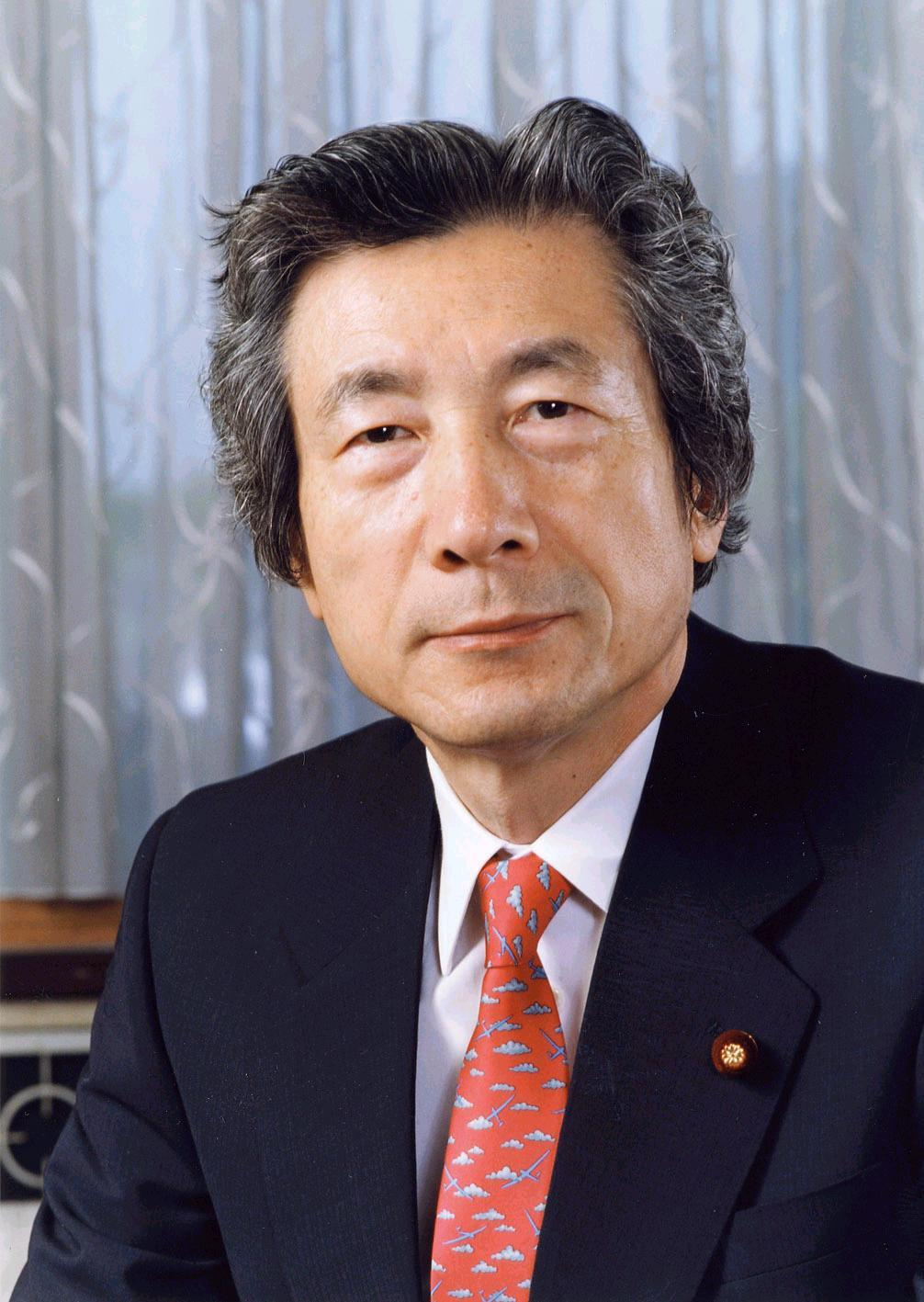
GiapponeJunichirō Koizumi Primo ministro del Giappone
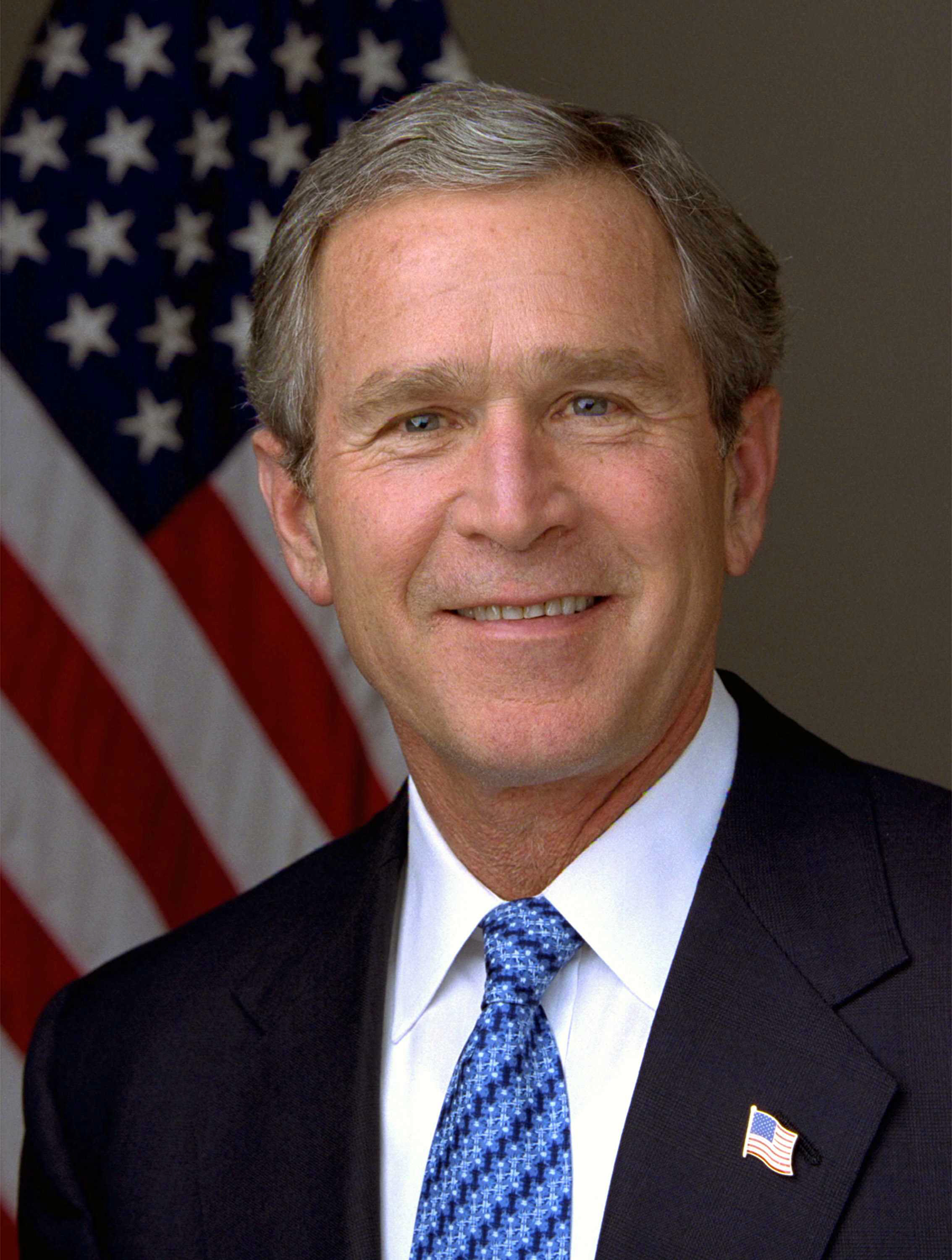
USAGeorge W. Bush Presidente degli Stati Uniti
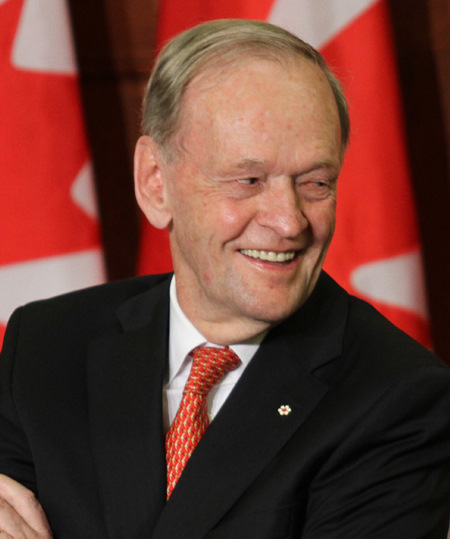
CanadaJean Chrétien Primo ministro del Canada
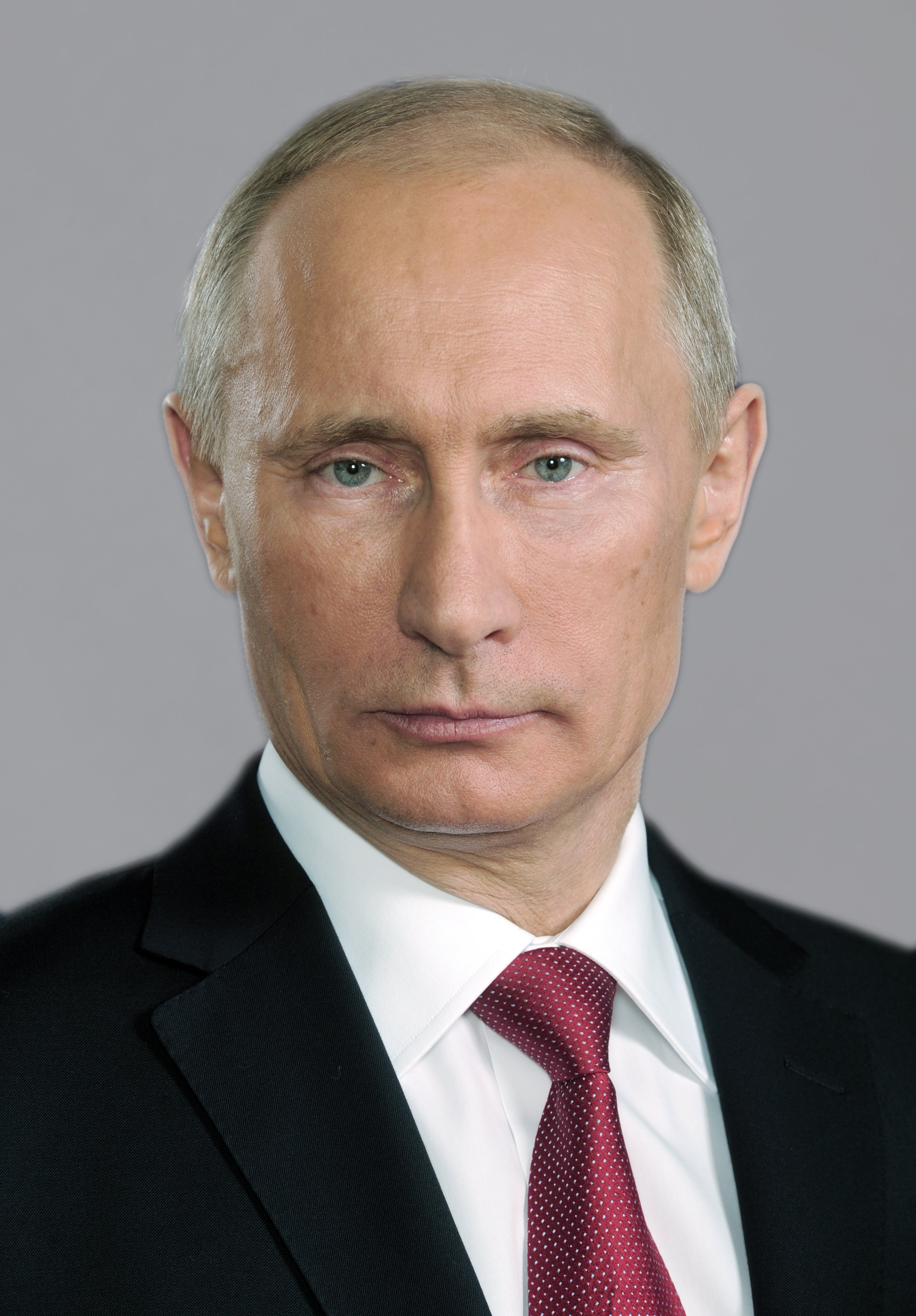
RussiaVladimir Putin Presidente della Federazione Russa
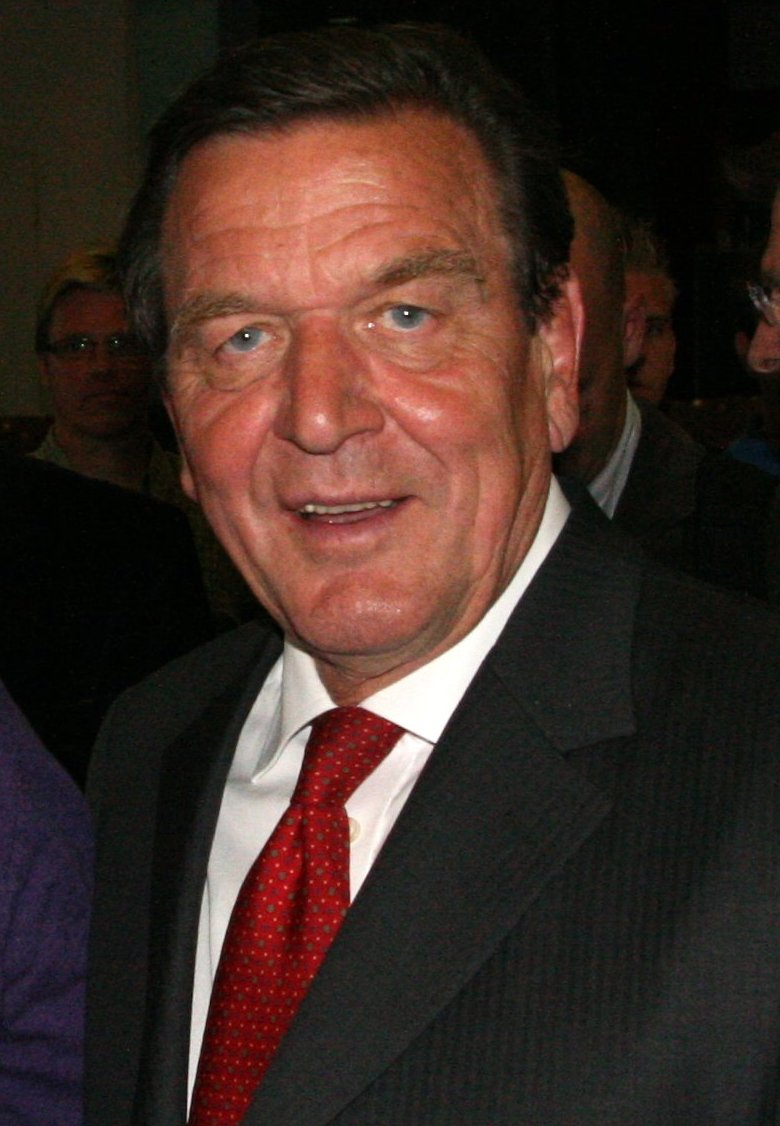
GermaniaGerhard Schroeder Cancelliere Tedesco
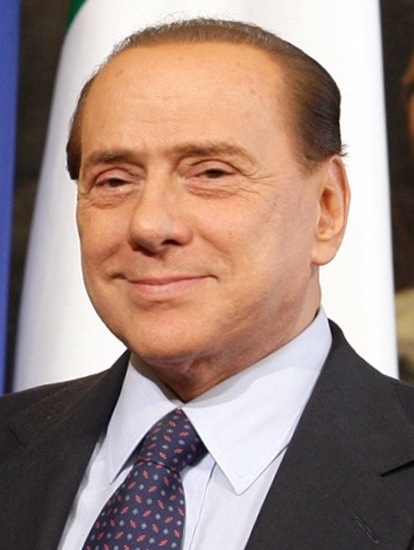
ItaliaSilvio Berlusconi Presidente del Consiglio dei ministri della Repubblica Italiana
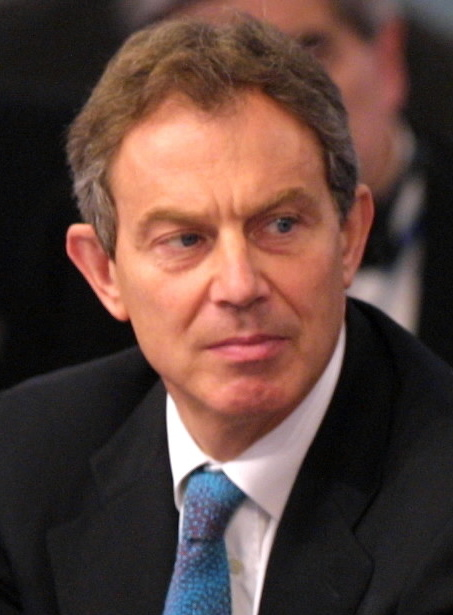
Regno UnitoTony Blair Primo ministro del Regno Unito
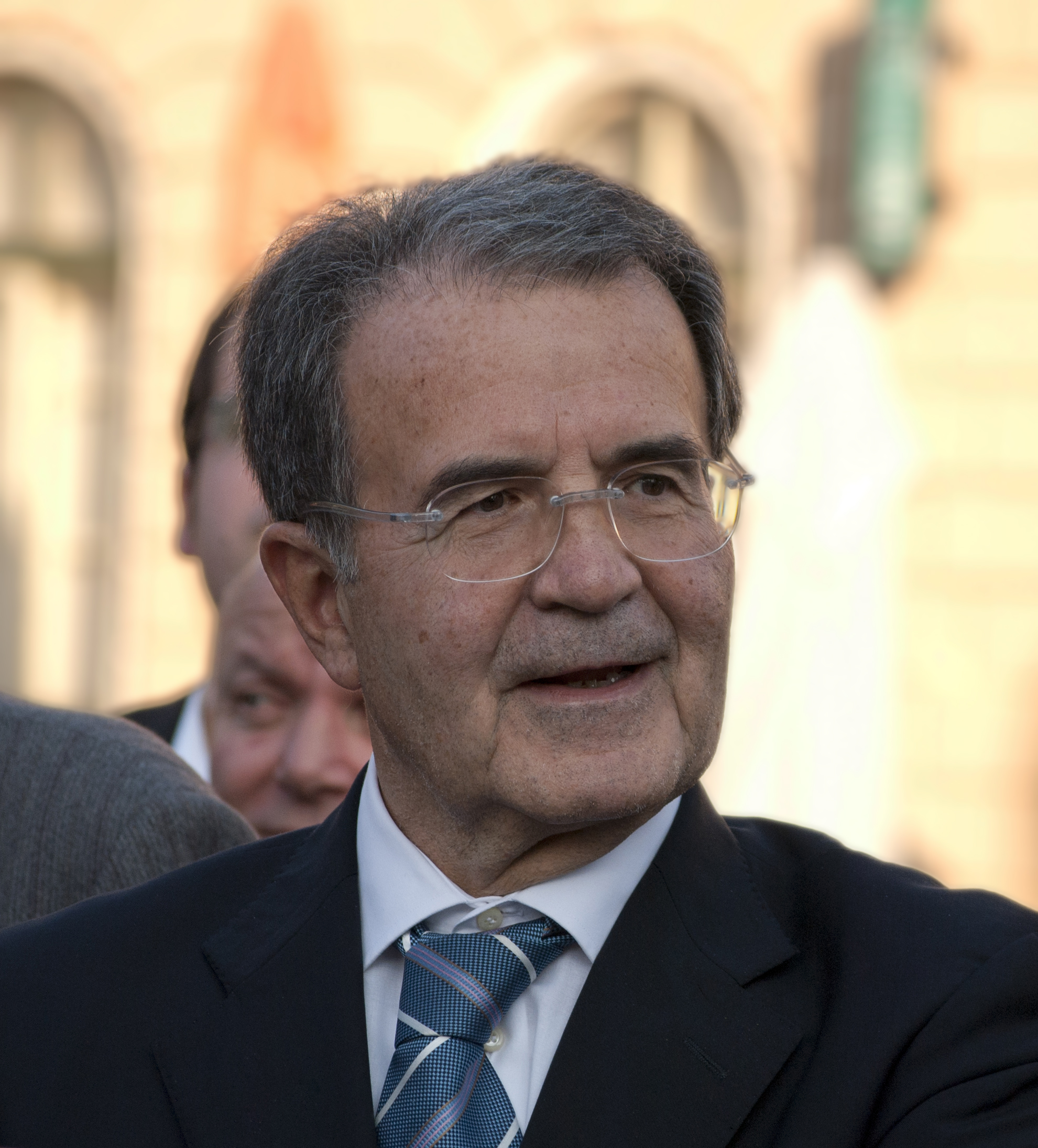
Unione europeaRomano Prodi Presidente della Commissione europea
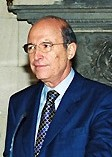
Unione europeaCostas Simitis Primo ministro della Grecia e Presidente del Consiglio europeo

## Proteste
Nel corso delle proteste noglobal in concomitanza con il G8, l'attivista inglese Martin Shaw ha riportato gravi lesioni a causa della caduta da un cavalcavia provocato dal taglio, da parte della polizia, della fune che lo sorreggeva.
Il 1º giugno del 2003, Shaw assieme alla compagna Gesine Wenzel, si sono appesi ad un cavalcavia sull'autostrada fra Losanna e Ginevra in località di Aubonne. Utilizzando attrezzatura da scalata, con l'obbiettivo di impedire il passaggio delle auto dei global leader che si stavano riunendo ad Evian.
L'agente di polizia sciaffusano Michael Deiss, per ristabilire la normale circolazione del traffico, ha reciso la corda su cui erano appesi i due attivisti. Shaw è caduto per oltre venti metri, mentre Wenzel è stata tratta in salvo da altri attivisti che hanno immediatamente trattenuto la corda.
Il processo tenutosi nei mesi seguenti per cercare di stabilire le responsabilità dell'accaduto ha sentenziato (nell'ottobre 2004) che "agli agenti non possono essere addebitate responsabilità di rilevanza penale".